# Liste des ksour en Tunisie
La liste des ksour en Tunisie est établie par Herbert Popp et Abdelfettah Kassah et publiée dans leur ouvrage Les ksour du Sud tunisien : atlas illustré d'un patrimoine culturel en 2010.
Elle recense 92 ksour soit la quasi-totalité des édifices du pays — répartis entre les gouvernorats de Médenine et Tataouine sur une zone entre Koutine au nord, Ksar Zorgane à l'est, Remada au sud et Beni Khedache à l'ouest — à l'exception de quelques ouvrages isolés comme Ksar Sidi Makhlouf, Ksar Morra ou Ksar Dhehibat.

## Gouvernorat de Médenine

### Délégation de Beni Khedache
| Nom                          | Autres noms                                                     | Image                        | Coordonnées                   | Localité la plus proche | État                   | Références |
| ---------------------------- | --------------------------------------------------------------- | ---------------------------- | ----------------------------- | ----------------------- | ---------------------- | ---------- |
| Ksar Boulassouar             |                                                                 | Ksar Boulassouar             | 33° 19,043′ N, 10° 08,495′ E  | Moggor                  | En ruine               | [ 2 ]      |
| Ksar El Bhayra               |                                                                 | Ksar El Bhayra               | 33° 19,107′ N, 10° 13,491′ E  | El Bhayra               | Bon état               | [ 3 ]      |
| Ksar Jedid Gharbi            |                                                                 | Ksar Jedid Gharbi            | 33° 18,055′ N, 10° 17,651′ E  | Ksar Jedid              | Restauré               | [ 4 ]      |
| Ksar Jedid Chergui           |                                                                 | Ksar Jedid Chergui           | 33° 18,065′ N, 10° 17,708′ E  | Ksar Jedid              | Partiellement restauré | [ 4 ]      |
| Ksar Hallouf                 | Ksar El Hallouf                                                 | Ksar Hallouf                 | 33° 17,471′ N, 10° 09,429′ E  | El Medhhar              | Partiellement restauré | [ 5 ]      |
| Ksar Barzalia                |                                                                 | Ksar Barzalia                | 33° 16,577′ N, 10° 10,224′ E  | Zammour                 | Partiellement effondré | [ 6 ]      |
| Ksar Ouled Ben Youssef       |                                                                 | Ksar Ouled Ben Youssef       | 33° 16,36′ N, 10° 15,001′ E   | Demmer                  | Complètement ruiné     | [ 7 ]      |
| Ksar Zammour                 | Ksar Zemmour, Ksar Ras Zammour                                  | Ksar Zammour                 | 33° 16,081′ N, 10° 11,953′ E  | Zammour                 | Restauré               | [ 8 ]      |
| Ksar El Khyr                 | Ksar El Khir, Ksar El Khiyir                                    | Ksar El Khyr                 | 33° 15,118′ N, 10° 09,582′ E  | El Khyr                 | En ruine               | [ 9 ]      |
| Ksar Ouled Brahim            |                                                                 | Ksar Ouled Brahim            | 33° 15,712′ N, 10° 10,329′ E  | El Khyr                 | Plus ou moins en ruine | [ 10 ]     |
| Ksar Beni Khedache           |                                                                 | Ksar Beni Khedache           | 33° 15,036′ N, 10° 12,022′ E  | Beni Khedache           | Bon état               | [ 11 ]     |
| Ksar El Kharba               | Ksar Kherba, Ksar Khirba, Ksar El Khirba, Ksar Jedid El Lemalma | Ksar El Kharba               | 33° 16,787′ N, 10° 13,025′ E  | Demmer                  | Partiellement en ruine | [ 12 ]     |
| Ksar Jouamaâ                 |                                                                 | Ksar Jouamaâ                 | 33° 15,049′ N, 10° 15,486′ E  | Beni Khedache           | Partiellement en ruine | [ 13 ]     |
| Ksar Krikrya                 | Ksar Kerikeria, Ksar Kroukiria, Ksar Krakria                    | Ksar Krikrya                 | 33° 14,595′ N, 10° 20,0442′ E | Kroukiria               | Bon état               | [ 14 ]     |
| Ksar Ouled Bouabid           | Ksar El Fjayej                                                  | Ksar Ouled Bouabid           | 33° 14,281′ N, 10° 10,262′ E  | Beni Khedache           | Complètement ruiné     | [ 15 ]     |
| Ksar El Mhadha               | Ksar El Krerada                                                 | Ksar El Mhadha               | 33° 12,756′ N, 10° 11,262′ E  | Mhadha                  | Complètement ruiné     | [ 16 ]     |
| Ksar Smoumnia                |                                                                 | Ksar Smoumnia                | 33° 12,662′ N, 10° 19,481′ E  | Ouerjijen               | Complètement ruiné     | [ 17 ]     |
| Ksar Ouerjijen               | Ksar Mansour, Ksar Ourjijen, Ksar Werjijen                      | Ksar Ouerjijen               | 33° 12,58′ N, 10° 21,672′ E   | Ouerjijen               | Bon état               | [ 18 ]     |
| Ksar Abiar Oued El Khil      |                                                                 | Ksar Abiar Oued El Khil      | 33° 10,82′ N, 10° 15,265′ E   | Ksar Abiar Oued El Khil | Bon état               | [ 19 ]     |
| Ksar El Kherachfa            | Ksar Krerachefa                                                 | Ksar El Kherachfa            | 33° 11,313′ N, 10° 17,554′ E  | Ksar Abiar Oued El Khil | Dégradé                | [ 20 ]     |
| Ksar Ouled Mohamed Ben Ammar | Ksar Mohamed Ben Ammar Mahdaoui, Ksar Ouled Mehdi               | Ksar Ouled Mohamed Ben Ammar | 33° 11,014′ N, 10° 17,098′ E  | Ksar Abiar Oued El Khil | En ruine               | [ 21 ]     |
| Ksar Jra                     |                                                                 | Ksar Jra                     | 33° 08,862′ N, 10° 13,542′ E  | Jrâa                    | Dégradé                | [ 22 ]     |
| Ksar Ouled Mehdi             | Ksar El Ouzeghna                                                | Ksar Ouled Mehdi             | 33° 09,466′ N, 10° 14,201′ E  | Jrâa                    | Partiellement en ruine | [ 23 ]     |

### Délégation de Médenine Nord
| Nom                 | Autres noms                               | Image               | Coordonnées                  | Localité la plus proche | État                   | Références |
| ------------------- | ----------------------------------------- | ------------------- | ---------------------------- | ----------------------- | ---------------------- | ---------- |
| Ksar Ghbonten       | Ksar Eghbenten, Ksar Reboutin             | Ksar Ghbonten       | 33° 23,592′ N, 10° 26,329′ E | Koutine                 | En ruine               | [ 24 ]     |
| Ksar Ouled Abdallah | Ksar Gueblaoui                            | Ksar Ouled Abdallah | 33° 22,138′ N, 10° 26,22′ E  | Metameur                | Partiellement restauré | [ 25 ]     |
| Ksar El Khoukha     |                                           | Ksar El Khoukha     | 33° 22,179′ N, 10° 26,224′ E | Metameur                | Complètement ruiné     | [ 25 ]     |
| Ksar Essouk         |                                           | Ksar Essouk         | 33° 22,206′ N, 10° 26,221′ E | Metameur                | Dégradé                | [ 25 ]     |
| Ksar El Ghoula      |                                           | Ksar El Ghoula      | 33° 22,111′ N, 10° 26,184′ E | Metameur                | Complètement ruiné     | [ 25 ]     |
| Ksar Ouled Meftah   |                                           | Ksar Ouled Meftah   | 33° 22,164′ N, 10° 26,25′ E  | Metameur                | Partiellement restauré | [ 25 ]     |
| Ksar Ouled Brahim   | Ksar Médenine, Ksar Touazine, Ksar Orouch | Ksar Ouled Brahim   | 33° 20,83′ N, 10° 29,549′ E  | Médenine                | Complètement restauré  | [ 26 ]     |
| Ksar Ommarsia       |                                           | Ksar Ommarsia       | 33° 20,847′ N, 10° 29,524′ E | Médenine                | Bien restauré          | [ 26 ]     |
| Ksar Lobbeira       |                                           | Ksar Lobbeira       | 33° 20,847′ N, 10° 29,49′ E  | Médenine                | Bien restauré          | [ 26 ]     |

## Gouvernorat de Tataouine

### Délégation de Bir Lahmar
| Nom                         | Autres noms                               | Image                       | Coordonnées                  | Localité la plus proche | État                   | Références |
| --------------------------- | ----------------------------------------- | --------------------------- | ---------------------------- | ----------------------- | ---------------------- | ---------- |
| Ksar Bir Lahmar             | Ksar Ababsa                               | Ksar Bir Lahmar             | 33° 10,75′ N, 10° 26,564′ E  | Bir Lahmar              | Bon état               | [ 27 ]     |
| Ksar Temzayet               | Ksar Ababsa                               | Ksar Temzayet               | 33° 08,849′ N, 10° 21,75′ E  | Bir Lahmar              | Partiellement en ruine | [ 28 ]     |
| Ksar Laâraf                 |                                           | Ksar Laâraf                 | 33° 08,063′ N, 10° 23,023′ E | Bir Lahmar              | Dégradé                | [ 29 ]     |
| Ksar Ouled Boubaker         |                                           | Ksar Ouled Boubaker         | 33° 08,885′ N, 10° 26,899′ E | Bir Lahmar              | Bon état               | [ 30 ]     |
| Ksar Bayouli (Oued Graguer) |                                           | Ksar Bayouli (Oued Graguer) | 33° 07,108′ N, 10° 24,261′ E | Graguer                 | En ruine               | [ 31 ]     |
| Ksar Zhahfa                 | Ksar Ababsa, Ksar El Zhahfeh, Ksar Zhaïfa | Ksar Zhahfa                 | 33° 06,479′ N, 10° 23,295′ E | Bir Lahmar              | Dégradé                | [ 32 ]     |

### Délégation de Ghomrassen
| Nom              | Autres noms               | Image            | Coordonnées                  | Localité la plus proche | État                   | Références |
| ---------------- | ------------------------- | ---------------- | ---------------------------- | ----------------------- | ---------------------- | ---------- |
| Ksar Hadada      | Ksar Hadadda              | Ksar Hadada      | 33° 06,016′ N, 10° 18,848′ E | Ksar Hadada             | Bien restauré          | [ 33 ]     |
| Ksar Beni Ghédir | Ksar Beni Khédir          | Ksar Beni Ghédir | 33° 05,152′ N, 10° 21,145′ E | Ghomrassen              | Bon état               | [ 34 ]     |
| Ksar Bayouli     |                           | Ksar Bayouli     | 33° 05,086′ N, 10° 22,2′ E   | Ghomrassen              | Dégradé                | [ 35 ]     |
| Ksar Boughali    |                           | Ksar Boughali    | 33° 03,65′ N, 10° 20,267′ E  | Ghomrassen              | Dégradé                | [ 36 ]     |
| Ksar El Rosfa    | Ksar Lesafri, Ksar Rousfa | Ksar El Rosfa    | 33° 03,204′ N, 10° 20,081′ E | Ghomrassen              | Bon état               | [ 37 ]     |
| Ksar Mrabtine    |                           | Ksar Mrabtine    | 33° 01,921′ N, 10° 22,653′ E | El Mrabtine             | Complètement restauré  | [ 38 ]     |
| Ksar El Ferch    |                           | Ksar El Ferch    | 33° 00,394′ N, 10° 20,573′ E | Ghomrassen              | Partiellement restauré | [ 39 ]     |
| Ksar Guermessa   | Ksar Guermassa            | Ksar Guermessa   | 32° 59,049′ N, 10° 15,117′ E | Guermessa               | En ruine               | [ 40 ]     |

### Délégation de Smâr
| Nom                         | Autres noms                          | Image                      | Coordonnées                  | Localité la plus proche | État                   | Références |
| --------------------------- | ------------------------------------ | -------------------------- | ---------------------------- | ----------------------- | ---------------------- | ---------- |
| Ksar El Gaâh                | Ksar El Ghâar, Ksar Ouled El Haj     | Ksar El Gaâh               | 33° 03,935′ N, 10° 48,592′ E | Kerchaou                | En ruine               | [ 41 ]     |
| Ksar Bougoffa               | Ksar Bougouffa                       | Ksar Bougoffa              | 33° 03,351′ N, 10° 55,669′ E | Kerchaou                | En ruine               | [ 42 ]     |
| Ksar Kerchaou               | Ksar Khirchaou, Ksar Kerchaw         | Ksar Kerchaou              | 33° 02,013′ N, 10° 47,822′ E | Kerchaou                | Bon état               | [ 43 ]     |
| Ksar Kerrouz                |                                      | Ksar Kerrouz               | 33° 01,287′ N, 10° 50,182′ E | Smâr                    | Bon état               | [ 44 ]     |
| Ksar Ghariani               | Ksar Nfaïssia                        | Ksar Ghariani              | 32° 59,726′ N, 10° 54,476′ E | Smâr                    | Partiellement restauré | [ 45 ]     |
| Ksar Bhir                   | Ksar B'Hir                           | Ksar Bhir                  | 32° 58,216′ N, 10° 39,672′ E | Bhir                    | Bon état               | [ 46 ]     |
| Ksar Beni Mhira (El Ataya)  | Ksar El Ataya                        | Ksar Beni Mhira (El Ataya) | 32° 52,365′ N, 10° 49,217′ E | Beni Mhira              | Dégradé                | [ 47 ]     |
| Ksar Beni Mhira (Zorgane)   | Ksar Ouled Mheri                     | Ksar Beni Mhira (Zorgane)  | 32° 52,435′ N, 10° 49,558′ E | Beni Mhira              | Dégradé                | [ 48 ]     |
| Ksar El Amerna              | El Amerna (Beni Mhira)               | Ksar El Amerna             | 32° 51,93′ N, 10° 52,258′ E  | Beni Mhira              | Dégradé                | [ 49 ]     |
| Ksar Ouled Oun (Beni Mhira) | Ksar El Gueïn                        | Ksar Ouled Oun             | 32° 52,057′ N, 10° 53,156′ E | Beni Mhira              | Bon état               | [ 50 ]     |
| Ksar El Aïn                 | Ksar El Dhibbène, Ksar Ech Charchera | Ksar El Aïn                | 32° 54,469′ N, 10° 57,125′ E | Beni Mhira              | Partiellement restauré | [ 51 ]     |

### Délégation de Tataouine Nord
| Nom                      | Autres noms                                                 | Image                    | Coordonnées                  | Localité la plus proche | État                   | Références |
| ------------------------ | ----------------------------------------------------------- | ------------------------ | ---------------------------- | ----------------------- | ---------------------- | ---------- |
| Ksar Tlalet Ech Chehbane | Ksar Ech Chehbane, Ksar Tlelet, Ksar Tlalet                 | Ksar Tlalet Ech Chehbane | 32° 59,027′ N, 10° 23,05′ E  | Tlalet                  | Complètement restauré  | [ 52 ]     |
| Ksar Ajerda              | Ksar Jelidet                                                | Ksar Ajerda              | 32° 53,89′ N, 10° 29,265′ E  | Gattoufa                | Dégradé                | [ 53 ]     |
| Ksar Jlalta              |                                                             | Ksar Jlalta              | 32° 53,824′ N, 10° 29,359′ E | Gattoufa                | Partiellement restauré | [ 53 ]     |
| Ksar Ouled Abdelwahed    | Ksar Ouled Abd El Ouahaa                                    | Ksar Ouled Abdelwahed    | 32° 54,237′ N, 10° 31,429′ E | Nouvelle Gattoufa       | Partiellement restauré | [ 54 ]     |
| Ksar Ouled Boujlida      | Ksar Ouesti, Ksar El Rousti, Ksar Abdallah, Ksar El Wostani | Ksar Ouled Boujlida      | 32° 54,237′ N, 10° 31,429′ E | Nouvelle Gattoufa       | Partiellement restauré | [ 54 ]     |
| Ksar Ouled M'hemed       | Ksar Ouled Mahmed, Ksar Beni Blel                           | Ksar Ouled M'hemed       | 32° 53,872′ N, 10° 31,508′ E | Nouvelle Gattoufa       | Partiellement restauré | [ 54 ]     |
| Ksar Khatma              | Ksar El M'hamid, Ksar Hamedia, Ksar Hriza                   | Ksar Khatma              | 32° 51,063′ N, 10° 32,549′ E | El Khatma               | Dégradé                | [ 55 ]     |
| Ksar Bou Harida          | Ksar Bou-H'Rida, Ksar Zorgane                               | Ksar Bou Harida          | 32° 52,123′ N, 10° 33,539′ E | El Khatma               | En ruine               | [ 56 ]     |
| Ksar Beni Yakhzer        | Ksar Ben Khezer, Ksar Ikhzeur                               | Ksar Beni Yakhzer        | 32° 51,053′ N, 10° 34,71′ E  | El Khatma               | Complètement ruiné     | [ 57 ]     |
| Ksar Rodha               | Khirba des Zitarna                                          | Ksar Rodha               | 32° 49,246′ N, 10° 33,814′ E | Ez Zahra                | Complètement ruiné     | [ 58 ]     |
| Ksar Ez Zahra            | Ksar Kherba, Ksar Krachoua, Ksar Krachwa                    | Ksar Ez Zahra            | 32° 49,009′ N, 10° 33,953′ E | Ez Zahra                | Restauré               | [ 59 ]     |
| Ksar Essaâda             | Ksar Ajej                                                   | Ksar Essaâda             | 32° 48,223′ N, 10° 40,536′ E | Essaâda                 | Bon état               | [ 60 ]     |
| Ksar Zorgane             | Ksar Chgeyeg, Ksar Jedid                                    | Ksar Zorgane             | 32° 40,651′ N, 10° 53,937′ E | Beni Mhira              | Partiellement restauré | [ 61 ]     |
| Ksar Chgeyeg (Hamidia)   |                                                             | Ksar Chgeyeg (Hamidia)   | 32° 39,406′ N, 10° 52,244′ E | Beni Mhira              | Bon état               | [ 62 ]     |
| Ksar Chgeyeg (Krechoua)  |                                                             | Ksar Chgeyeg (Krechoua)  | 32° 39,478′ N, 10° 52,184′ E | Beni Mhira              | Bon état               | [ 62 ]     |

### Délégation de Tataouine Sud
| Nom                            | Autres noms                           | Image                          | Coordonnées                  | Localité la plus proche | État                   | Références |
| ------------------------------ | ------------------------------------- | ------------------------------ | ---------------------------- | ----------------------- | ---------------------- | ---------- |
| Ksar Meguebla                  | Ksar Mguebleh                         | Ksar Meguebla                  | 32° 55,573′ N, 10° 25,603′ E | Tataouine               | Restauré               | [ 63 ]     |
| Ksar Dghaghra (Ouled Abdallah) | Ksar Tataouine                        | Ksar Dghaghra (Ouled Abdallah) | 32° 55,269′ N, 10° 26,521′ E | Tataouine               | Complètement restauré  | [ 64 ]     |
| Ksar Chenini                   |                                       | Ksar Chenini                   | 32° 54,738′ N, 10° 15,725′ E | Chenini                 | Dégradé                | [ 65 ]     |
| Ksar Ghorghar                  |                                       | Ksar Ghorghar                  | 32° 54,484′ N, 10° 26,498′ E | Tataouine               | Dégradé                | [ 66 ]     |
| Ksar Boujlida                  |                                       | Ksar Boujlida                  | 32° 54,485′ N, 10° 26,455′ E | Tataouine               | Dégradé                | [ 66 ]     |
| Ksar Beni Barka                |                                       | Ksar Beni Barka                | 32° 53,177′ N, 10° 26,047′ E | Maztouria               | Complètement ruiné     | [ 67 ]     |
| Ksar Tounket                   |                                       | Ksar Tounket                   | 32° 52,941′ N, 10° 29,895′ E | Tounket                 | Dégradé                | [ 68 ]     |
| Ksar Douiret                   |                                       | Ksar Douiret                   | 32° 52,135′ N, 10° 17,187′ E | Douiret                 | Complètement ruiné     | [ 69 ]     |
| Ksar Ouled Debbab              |                                       | Ksar Ouled Debbab              | 32° 52,176′ N, 10° 22,904′ E | Masreb                  | Partiellement restauré | [ 70 ]     |
| Ksar Ouled Oun (Maztouria)     | Ksar Zenndag                          | Ksar Ouled Oun                 | 32° 51,826′ N, 10° 28,325′ E | Maztouria               | Restauré               | [ 71 ]     |
| Ksar Aouadid                   |                                       | Ksar Aouadid                   | 32° 51,889′ N, 10° 28,262′ E | Maztouria               | Complètement restauré  | [ 72 ]     |
| Ksar El Kedim                  | Ksar des Zénètes, Ksar Khalifa Zenati | Ksar El Kedim                  | 32° 50,868′ N, 10° 28,062′ E | Maztouria               | Restauré               | [ 73 ]     |
| Ksar Dghaghra                  | Ksar Rekhaïssa                        | Ksar Dghaghra                  | 32° 50,489′ N, 10° 28,094′ E | Maztouria               | Complètement restauré  | [ 74 ]     |
| Ksar Maâned                    | Ksar M'Aned                           | Ksar Maâned                    | 32° 49,579′ N, 10° 30,994′ E | Ez Zahra                | Dégradé                | [ 75 ]     |
| Ksar Bouziri                   |                                       | Ksar Bouziri                   | 32° 48,374′ N, 10° 27,305′ E | Bouziri                 | En ruine               | [ 76 ]     |
| Ksar Ouled Abd Essayed         | Ksar Sirfine                          | Ksar Ouled Abd Essayed         | 32° 48,455′ N, 10° 28,882′ E | Sirfine                 | Dégradé                | [ 77 ]     |
| Ksar Tamelest                  | Ksar El Ghoula, Ksar Ouled Chehida    | Ksar Tamelest                  | 32° 47,629′ N, 10° 28,36′ E  | Tamelest                | En ruine               | [ 78 ]     |
| Ksar Ouled Soltane             |                                       | Ksar Ouled Soltane             | 32° 47,312′ N, 10° 30,874′ E | Ouled Soltane           | Complètement restauré  | [ 79 ]     |
| Ksar Remtha                    |                                       | Ksar Remtha                    | 32° 44,05′ N, 10° 28,729′ E  | Remtha                  | Bon état               | [ 80 ]     |
| Ksar El Mourra Dghaghra        | Ksar Dghaghra, Ksar El Mourra         | Ksar El Mourra Dghaghra        | 32° 30,935′ N, 10° 23,768′ E | Bir Mourra              | Complètement restauré  | [ 81 ]     |